# Call of Duty: Black Ops
Call of Duty: Black Ops (afkorting: Black Ops, schimpnaam: Blops) is een first-person shooter die deel uitmaakt van de Call of Duty-reeks. Het spel is gemaakt door de Amerikaanse game-ontwikkelaar Treyarch en uitgebracht door Activision op 9 november 2010. Het is het zevende deel in de Call of Duty-serie en het derde deel in de serie die is ontwikkeld door Treyarch, na Call of Duty 3 en Call of Duty: World at War.
Het verhaal speelt zich gedeeltelijk tijdens de Koude Oorlog af. Locaties waar de speler zich bevindt zijn Vietnam, Cuba, Zuid-Amerika, Laos en het Oeral-gebergte in Rusland. De groepen waar de speler deel van uitmaakt zijn de "Studies and Observations Group" en de "First Cavalry Division", beide behorend tot het Amerikaanse Leger. De vijandelijke legers zijn de Vietcong, het Noord-Vietnamese Leger en de Sovjet-Unie.

## Gameplay

### Singleplayer

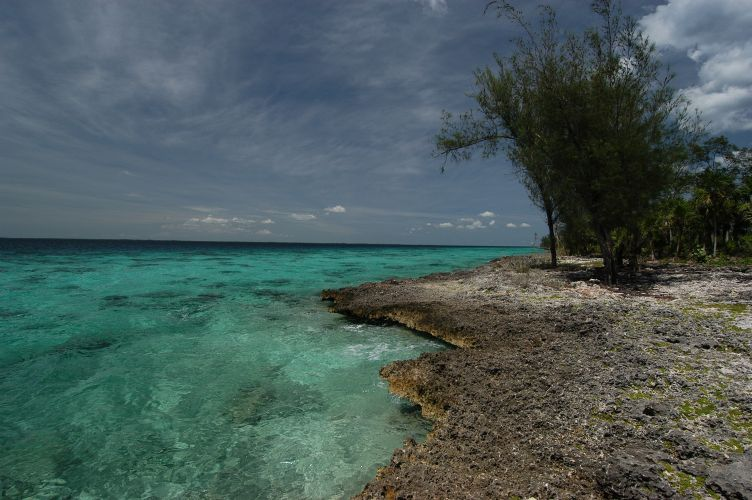
De Varkensbaai in het echt

Als het spel begint, ziet de speler alles vanuit het perspectief van Alex Mason. Deze is vastgebonden aan een stoel in een verhoorkamer. Zich niet bewust van zijn omgeving, wordt Mason bestookt met vragen door (niet zichtbare) ontvoerders over de locatie van een nummerstation.
Het merendeel van de missies in de game zijn flashbacks van Mason die zich afspelen tussen 1961 en 1968. In 1961 bevindt Mason zich samen met de rest van zijn groep, Woods en Bowman, in Cuba. Als onderdeel van de invasie in de Varkensbaai doen ze een poging om Fidel Castro te vermoorden. De aanslag lijkt een succes te zijn, maar tijdens de terugtocht gaat het mis. Mason offert zich op om hun vliegtuig te beschermen. Hij wordt gevangengenomen door de echte Castro, waardoor blijkt dat de gedode Castro een dubbelganger was. Vanwege de alliantie van Cuba met de Sovjet-Unie besluit Castro om Mason als cadeau aan generaal Nikita Dragovich te overhandigen. Mason wordt dan voor twee jaar gevangen gehouden in een goelag, genaamd "Vorkuta". Tijdens zijn gevangenschap raakt Mason bevriend met Viktor Reznov (bekend uit Call of Duty: World at War), een voormalig soldaat uit het Rode Leger. Reznov verklapt aan Mason de identiteit van degenen die betrokken waren bij de martelingen van Mason, namelijk Dragovich, Lev Kravchenko (Dragovich rechterhand) en Friedrich Steiner, een ex-Nazi wetenschapper die overliep naar de Sovjet-Unie. Alle drie hebben een verbinding met Reznov: in oktober 1945 waren Reznov, Dragovich, Kravchenko, en Dimitri Petrenko een gedeelte van een eenheid die Steiner moesten lokaliseren. Tijdens de operatie werd Reznov verraden door Dragovich, die Steiners creatie, een zenuwgas bekend als "Nova-6", gebruikte op Petrenko. Reznov vernietigt Nova-6. Het zou echter later opnieuw door Steiner en Daniel Clarke, een Britse wetenschapper, ontwikkeld worden voor de Sovjets. Kort daarna wordt Reznov gevangengenomen en in Vorkuta geplaatst. Mason en Reznov zorgen voor een opstand onder de gevangenen die een poging doen om uit de goelag te ontsnappen, maar uiteindelijk slaagt alleen Mason om weg te komen.
Een maand later geeft John F. Kennedy, de president van de Verenigde Staten, Mason, Woods, Bowman en Weaver opdracht om Dragovich te vermoorden.

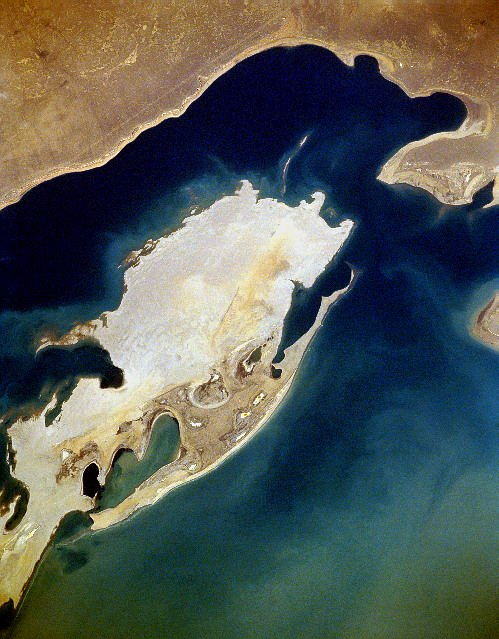
Bovenaanzicht van Rebirth Island (Vozrozhdeniya)

In november 1963 worden ze naar Kosmodroom Bajkonoer in de Kazachse Socialistische Sovjetrepubliek gezonden waar ze een Sovjet-ruimtevaartprogramma moeten vernietigen. Aan het begin van de operatie is Weaver gevangene. Mason is er getuige van hoe Kravchenko hem martelt en ook nog in zijn oog steekt, maar uiteindelijk lukt het Mason en zijn team om Weaver te redden. Tevens vernietigen ze nog een van de Sojoez ruimtevaartuigen. Dragovich ontsnapt, Mason zoekt in de komende vijf jaar naar hem. Tegen 1968 was de MACV-SOG opgericht in Vietnam om de aanwezigheid van Sovjets te onderzoeken. Na het verdedigen van Khe Sanh wordt de SOG ingezet om in Huế tijdens het Tet-offensief van een Russische overloper een dossier te verkrijgen met informatie over Dragovich. Het team vindt het dossier en Mason komt Reznov opnieuw tegen, die vanaf dat moment met het team meegaat. De SOG dringt daarna door naar Laos om een Nova-6 verzending te verkrijgen van een neergehaald Sovjet-vliegtuig. Bij Laos worden ze overweldigd door golven van Vietcong- en Spetsnazsoldaten, waarna ze uiteindelijk gevangen worden genomen. Mason en Reznov ontsnappen, maar Bowman wordt geëxecuteerd en Woods offert zichzelf op om Kravchenko te vermoorden. Iedereen waant Woods dood, in het vervolg, Call of Duty: Black Ops II, blijkt hij echter dit overleefd te hebben. Ondertussen ondervragen Hudson en Weaver in Kowloon dr. Daniel Clarke, de ingenieur die Nova-6 stabiliseerde. Clarke vertelt dat Steiner deel uitmaakt van de samenzwering. Voor hij gedood wordt door Dragovich' mannen, onthult hij de locatie van een verborgen vestiging in Mount Yamantau. Hudson en Weaver vertrekken naar Yamantau Mount om de installatie te vernietigen en Steiner gevangen te nemen. Tijdens de missie krijgt Hudson een bericht van Steiner waarin hij vraagt om hem te ontmoeten op Rebirth Island (Vozrozhdeniya) in het Aralmeer. Hij wil uitzoeken op welke manier de uitzending van nummers met instructies om Nova-6 gas op Amerikaanse steden te gooien, een halt kan worden toegeroepen. Mason en Reznov gaan naar Rebirth Island om Steiner te vermoorden. In de verhoorkamer is Mason ervan overtuigd dat Reznov degene was die Steiner executeerde, maar Hudson had zelf gezien dat Mason zelf de dader was. Op dit punt komt aan het licht dat Hudson en Weaver Masons ondervragers waren. Hudson realiseert zich dat Dragovich Mason gehersenspoeld heeft om de uitzending van de nummers te begrijpen. Hudson kiest ervoor om Mason los te maken en laat hem volgen.
Het blijkt dat de echte Reznov stierf tijdens de Vorkuta-uitbraak, en Mason alleen maar visioenen van Reznov had. Mason dacht uiteindelijk dat hij Reznov was en daarom ook dat Reznov Steiner heeft gedood. Mason heeft ook veel last van flashbacks en gezichtsbedrog. Hudson laat Mason voor een laatste keer de nummers horen, waardoor Mason zich een Russisch vrachtschip voor de kust van Cuba herinnert met de naam Rusalka.
Tegen de ochtend lanceert het team een aanval op de Rusalka. Mason en Hudson vernietigen een onderwaterzender, beschermd door het schip, een Sovjet-onderzeeër station, bestemd om te worden gebruikt als een halteplaats voor de Amerikaanse invasie na de geplande Nova-6 aanval. Het wordt bevestigd dat de Rusalka de getallen uitzendt als een nummersstation. Mason en Hudson vernietigen het nummersstation en vinden eindelijk Dragovich in de lagere niveaus van het schip en slagen erin om hem te doden voordat de basis wordt vernietigd. Weaver denkt dat ze gewonnen hebben, maar Mason betwijfelt dit als gevolg van zijn gesprek met Dragovich.

#### Wapens
De wapens zijn in de multiplayer verdeeld in 8 verschillende categorieën waarvan 5 primary (primair) en 3 secondary (secundair). Hier een lijst van de categorieën, wapens, het level dat nodig is om het wapen te verkrijgen en de COD Points die nodig zijn om het wapen te kopen.
Het is mogelijk om een camouflage op een wapen te zetten voor 250 COD Points. Na de 14e prestige kan er tevens een gouden camouflage worden gekocht voor 50.000 COD Points.

##### Primaire wapens
Dit is de lijst van alle primaire wapens beschikbaar in de multiplayer. Het laatste wapen van elke categorie komt pas vrij als alle andere wapens van diezelfde categorie zijn gekocht. Voorbeeld: als men de HS-10 wil vrijspelen moet de speler eerst de Olympia, Stakeout en de SPAS-12 kopen.
Assault Rifles
- M16 (lvl. 1; 0 COD Points)
- Enfield (lvl. 5; 2000 COD Points)
- M14 (lvl. 9; 2000 COD Points)
- FAMAS (lvl. 14; 2000 COD Points)
- Galil (lvl. 20; 2000 COD Points)
- AUG (lvl. 26; 2000 COD Points)
- FN-FAL (lvl. 32; 2000 COD Points)
- AK-47 (lvl. 38; 2000 COD Points)
- Commando (lvl. 44; 2000 COD Points)
- Heckler & Koch G11 (2000 COD Points)

Submachine Guns
- Heckler & Koch MP5K (lvl. 1; 0 COD Points)
- Skorpion (lvl. 7; 2000 COD Points)
- MAC-11 (lvl. 11; 2000 COD Points)
- AK-74u (lvl. 17; 2000 COD Points)
- UZI (lvl. 23; 2000 COD Points)
- PM63 (lvl. 29; 2000 COD Points)
- MPL (lvl. 35; 2000 COD Points)
- Spectre (lvl. 41, 2000 COD Points)
- Kiparis (2000 COD Points)

Light-machine Guns
- HK21 (lvl. 1; 0 COD Points)
- RPK (lvl. 6; 2000 COD Points)
- M60 (lvl. 21; 2000 COD Points)
- Stoner 63 (2000 COD Points)

Shotguns
- Olympia (lvl. 1; 0 COD Points)
- Stakeout (lvl. 8; 2000 COD Points)
- SPAS-12 (lvl. 24; 2000 COD Points)
- HS-10 (2000 COD Points)

Sniper Rifles
- Dragunov (lvl. 1; 0 COD Points)
- WA2000 (lvl. 10; 2000 COD Points)
- L96A1 (lvl. 27; 2000 COD Points)
- PSG-1 (2000 COD Points)

##### Secundaire wapens
Pistols
- ASP (lvl. 1; 0 COD Points)
- M1911 (lvl. 2; 1500 COD Points)
- Makarov (lvl. 4; 1500 COD Points)
- Python (lvl. 18; 1500 COD Points)
- CZ75 (is verkrijgbaar als de speler alle andere pistolen heeft gekocht)

Launchers
- M72 LAW (lvl. 1; 0 COD Points) (lock-on of free fire)
- RPG (lvl. 6; 2000 COD Points) (free fire)
- Strela-3 (lvl. 30; 2000 COD Points) (lock-on only)
- China Lake (lvl. 48; 2000 COD Points) (granaat launcher)
- Grim Reaper (Alleen verkrijgbaar uit een care package)

Specials
- Ballistic knife (lvl. 15; 1500 COD Points)
- Crossbow (kruisboog) met explosieve pijlen (lvl. 33; 2000 COD Points)

#### Wager Matches
Black Ops introduceert een aantal nieuwe spelmodi die samen Wager Matches genoemd worden. In deze modi, die allemaal met zes spelers gespeeld worden, strijdt de speler tegen anderen om ingezette COD points. De ingezette punten worden aan het einde van een ronde verdeeld, waarbij de eerste, tweede en derde plaats respectievelijk vijftig, dertig en twintig procent van de punten verdienen. Bij een gedeelde eerste, tweede of derde plaats wordt het geld verdeeld, wat er bij de derde plaats toe leidt dat er nettoverlies wordt gemaakt.
In totaal kent Black Ops vier Wager Matches, die ieder met zes spelers gespeeld worden:
- One in the Chamber: Aan het begin van de match start iedereen met één pistool, één kogel (vandaar de naam "One in the chamber") en drie levens. Het aantal levenspunten van de speler is verlaagd, zodat men met een schot in staat is om de tegenstander uit te schakelen. Wanneer de speler een tegenstander doodt krijgt hij de kogel terug. Het is mogelijk om kogels op te sparen, door tegenstanders met een mes uit te schakelen. Wanneer aan het einde nog twee spelers over zijn zal, wanneer een van beide aan hun laatste leven begint, een Spy Plane in actie komen met een onbeperkte levensduur. Deze zal iedere 10 seconden de positie van de tegenstander verraden. Het spel eindigt wanneer de laatste speler wordt geëlimineerd. De winnaar wordt bepaald op basis van het aantal kills, en de Survival rate(hoelang de speler leefde) van de spelers.
- Gun Game: In deze modus beginnen alle spelers met een pistool, en kunnen zij betere wapens verdienen door tegenstanders te doden. Wanneer iemand het laatste wapen verdiend heeft is het spel voorbij, en worden de punten verdeeld. Wanneer iemand wordt gedood met een mes of zelfmoord pleegt, zal het slachtoffer een wapen teruggeplaatst worden.
- Sharpshooter: De spelers beginnen met hetzelfde, willekeurige startwapen. Iedere 45 seconden verwisselt het wapen en heeft iedereen hetzelfde, nieuwe wapen. Zodra de speler een tegenstander doodt, zal hij een "perk" ontvangen. Er zijn in totaal 3 perks te halen. Zodra de speler een vierde tegenstander doodt, zonder tussentijds te sterven, worden zijn daaropvolgende punten verdubbeld. De allerlaatste ronde wordt ook wel de "Sharpshooter round" genoemd, en biedt dubbele punten voor alle spelers.
- Sticks and Stones: Alle spelers starten met een Crossbow, een Ballistic knife en een Tomahawk. Wie na vijf minuten de hoogste score heeft, wint het spel en het geld. De puntenverdeling werkt als volgt; wanneer een speler een kill haalt met zijn Crossbow of met een Ballistic knife, krijgt die speler 100 punten. Als de speler iemand met zijn mes doodt, krijgt die persoon 25 punten. Bij een Tomahawk kill krijgt de speler slechts tien punten, maar is de andere speler wel bankroet, wat inhoudt dat deze al zijn punten verliest en hij opnieuw moet beginnen.

#### Killstreaks
Net als in alle Call of Duty-spellen sinds Call of Duty 4: Modern Warfare, kan een speler "killstreaks" behalen, dit zijn zelfgekozen beloningen die men ontvangt wanneer de speler een bepaald aantal andere spelers doodt, zonder zelf te sterven. Het systeem is wel veranderd ten opzichte van vorige spellen. Wanneer men zowel de Napalm Strike als de Attack Helicopter gekozen heeft, en vervolgens 5 kills maakt, napalm inroept. en daarmee twee of meer kills maakt, zal de Attack Helicopter niet verdiend zijn. Om de Attack Helicopter in te schakelen moeten nog twee niet-killstreak kills gemaakt worden.
Deze verandering wordt beschreven tijdens het laden met de tekst:
Kills earned by killstreak rewards do NOT count towards earning new killstreaks.
- 3 killstreak: Spy Plane (een onbemand vliegtuig dat vijanden op de minimap laat zien)
- 3 killstreak: RC-XD (een op afstand bestuurbare auto met explosieven)
- 4 killstreak: Counter-Spy plane (schakelt de minimap van de vijand uit)
- 4 killstreak: SAM turret (dropt een SAM turret die kan worden neergezet om vijandelijke luchtvaart neer te halen)
- 5 killstreak: Care Package (laat een willekeurige killstreak neerkomen; een Death Machine, een Grim Reaper of munitie)
- 5 killstreak: Napalm Strike (luchtaanval door een F-4 Phantom II waardoor een hoeveelheid napalm op het aangegeven gebied valt)
- 6 killstreak: Sentry Gun (dropt een sentry gun die automatisch vijanden neerschiet wanneer die dichtbij komen)
- 6 killstreak: Mortar team (laat op drie gekozen plekken mortieren vallen)
- 7 killstreak: Attack Helicopter (roept een AI gestuurde Cobra in die de map rondspeurt naar vijanden)
- 7 killstreak: *Valkyrie Rockets (bestuurbare raketten)
- 8 killstreak: Blackbird (roept een SR-71 Blackbird in die de vijandige spelers laat zien op de minimap en hun richting en kan niet uit de lucht geschoten worden)
- 8 killstreak: Rolling Thunder (roept de bommenwerper B-52 in die op een lange strook bommen laat vallen)
- 9 killstreak: *Chopper Gunner (geeft de speler de controle over de gatling gun van een UH-1)
- 11 killstreak: Attack Dogs (roept honden in die de map afrennen vijanden doodbijten)
- 11 killstreak: *Gunship (geeft de speler de volledige controle (beweging, gatling gun en raketten) over een Mi-24)

* betekent dat de killstreak niet beschikbaar is in de Wii-versie van het spel.

#### Perks
In create-a-class moet de speler 3 perks selecteren (1 van elke tier). Elke perk heeft een positief effect op de gameplay van de speler. Perks kunnen ook worden opgewaardeerd (een zogenaamde "pro versie"), maar daarvoor moeten wel 3 uitdagingen worden voltooid en 3000 COD Points worden betaald.

##### Tier 1
| Tier 1 perks | Tier 1 perks           | Tier 1 perks                                        | Tier 1 perks                                                               | Tier 1 perks |
| Naam         | Kosten (in COD Points) | Effect                                              | Effect Pro versie                                                          | Pro challenges |
| ------------ | ---------------------- | --------------------------------------------------- | -------------------------------------------------------------------------- | --- |
| Lightweight  | Gratis                 | Men kan sneller bewegen                             | Geen schade wanneer de speler valt                                         | Ontsnap 5 keer aan de dood nadat de speler gewond is geraakt Krijg 15 melee kills Krijg 10 verdedigingsmedailles door vijanden te doden vlak bij hun doelen                    |
| Scavenger    | 2000                   | Men kan munitie van dode lichamen oprapen           | De speler begint met extra munitie                                         | Herbevoorraad 150 keer de munitie terwijl de speler Scavenger gebruikt Krijg 5 Lethal Grenade kills met een herbevoorraadde granaat Krijg 5 kills zonder dood te gaan, 5 keer. |
| Ghost        | 2000                   | Onzichtbaar voor Spy Planes                         | Onzichtbaar voor luchvaartuigen, infrarode vizier en Sentry Guns           | Vernietig 1 vijandelijke Sentry Gun Schiet 30 vijandelijke killstreaks met een non-killstreak wapen                                                                            |
| Flack Jacket | 2000                   | Minder schade door explosieven                      | Immuun voor vuur en zet de tijd terug als de speler een granaat teruggooit | Overleef 10 explosies Gooi 5 vijandelijke granaten terug Plant of maak 10 bommen onschadelijk in Demolition, Search and Destroy, of Sabotage                                   |
| Hardline     | 2000                   | Men heeft een kill minder nodig voor een killstreak | Men kan het item van de care package veranderen                            | Deel 10 Care Packages met teamgenoten Verdien 7 killstreaks in één spel terwijl men Hardline gebruikt 7 kills zonder zelf dood te gaan in één spel                             |

##### Tier 2
| Tier 2 perks    | Tier 2 perks           | Tier 2 perks                                                        | Tier 2 perks                                                                | Tier 2 perks |
| Naam            | Kosten (in COD Points) | Effect                                                              | Effect Pro versie                                                           | Pro challenges |
| --------------- | ---------------------- | ------------------------------------------------------------------- | --------------------------------------------------------------------------- | --- |
| Hardened        | Gratis                 | Hogere penetratie van kogels door objecten en personen              | Extra schade wanneer op luchtvaartuigen wordt geschoten en minder terugslag | Dood tien vijanden door een muur Raak met 200 kogels vijandelijke luchtsteun (Spy planes, Helicopters etc.) Vernietig "equipment" door een muur heen    |
| Scout           | 2000                   | De speler kan zijn adem langer inhouden wanneer hij richt           | De speler kan sneller van wapens wisselen                                   | Dood 50 vijanden met een secundair wapen Verkrijg 50 "headshots" Verkrijg 50 'One Shot, one Kill'-medailles                                             |
| Steady Aim      | 2000                   | Verhoogde nauwkeurigheid wanneer de speler uit de losse pols schiet | Men kan sneller richten wanneer de speler heeft gerend                      | Melee twee vijanden in 5 seconden Dood 100 vijanden na sprinten Dood 150 vijanden zonder te richten                                                     |
| Sleight of Hand | 2000                   | De speler herlaadt al zijn wapens sneller                           | Men kan sneller richten (behalve voor Sniper Rifles)                        | Dood 150 vijanden tijdens het richten Dood 30 keer een vijand binnen vijf seconden na het herladen Herlaad en dood de vijand die daarvoor al is verwond |
| Warlord         | 2000                   | Men kan twee "attachments" op een wapen hebben                      | Men krijgt een extra "lethal grenade" en "tactical grenade"                 | Dood 150 vijanden met twee "attachments" Dood 10 vijanden met semtex of frag Dood 4 of meer vijanden met 1 semtex of frag                               |

##### Tier 3
| Tier 3 perks  | Tier 3 perks           | Tier 3 perks | Tier 3 perks | Tier 3 perks |
| Naam          | Kosten (in COD Points) | Effect | Effect Pro versie | Pro challenges |
| ------------- | ---------------------- | --- | --- | --- |
| Tactical Mask | Gratis                 | Immuun tegen Nova Gas | Flasbangs en Concussion granaten hebben minder invloed op de speler, hij kan zien waar een vijand is als men hem raakt met een concussion of flashbang | Dood 20 vijanden die men heeft geraakt met een concussion grenade, flash grenade en Nova Gas                                                                             |
| Marathon      | 2000                   | Men kan langer sprinten | Men kan oneindig lang sprinten | Sprint 26 mijl Verkrijg de "First Blood Medal" 10 keer In Capture the Flag, pak de vlag 15 keer                                                                          |
| Ninja         | 2000                   | De speler is slechter hoorbaar (geluid vermindert tot 75%)                                                                                         | Vijanden zijn beter hoorbaar en de speler is zelf geluidloos                                                                                           | Dood 150 vijanden met de "suppressor" (geluiddemper) op een wapen Verkrijg 5 "Backstabber Medals" Activeer de bom 10 keer in Search and Destroy, Demolition, of Sabotage |
| Second Chance | 2000                   | Wanneer een dodelijk schot de speler raakt, wordt hij neergehaald en krijgt een pistool ter beschikking. Na een paar seconden gaat hij alsnog dood | De speler blijft een minuut in second chance en kan worden gerivived door teamgenoten.                                                                 | Doodt 10 vijanden in de tweede ronde. De speler moet de tegenstander die hem doodde nu zelf vijf keer doden. Headshot — voer 1 headshot kill uit                         |
| Hacker        | 2000                   | De speler kan vijandelijke apparatuur op zijn radar zien                                                                                           | Hij kan van een vijandelijke Care Package een boobytrap maken, vijandelijke apparatuur vriendelijk maken en is onzichtbaar voor Motion Sensors         | Vernietig 10 vijandige hulpmiddelen. Dood 25 vijanden met claymore of C4 Dood 25 vijanden binnen het het zicht van de eigen Motion Sensor/jammer                         |

#### Ranks en prestige

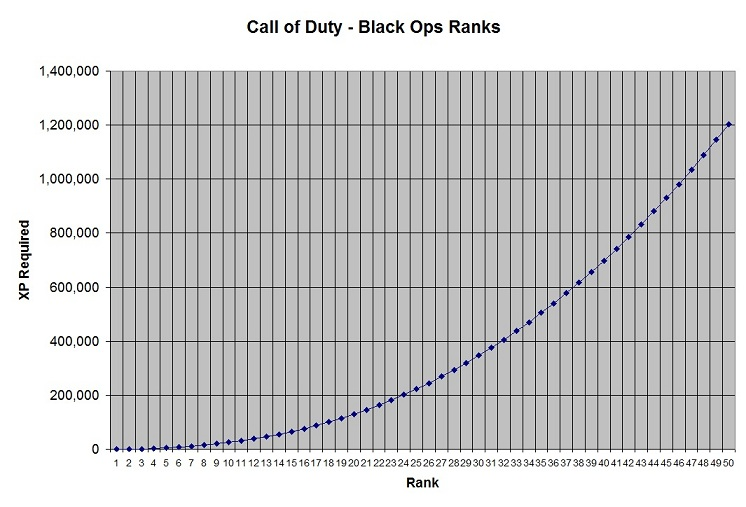
De experience points nodig om een level hoger te komen

##### Ranks
In Black Ops zijn er in totaal 50 verschillende rangen (zie afbeelding links). Een hogere rang wordt behaald door experience points (XP) te verkrijgen. Xp wordt verkregen door vijanden te doden, vlaggen te veroveren, bommen te plaatsen en dergelijke. Naarmate een hogere rang wordt behaald worden nieuwe wapens, perks en killstreaks vrijgespeeld.
Naarmate hogere rangen worden bereikt is er meer xp nodig om een hogere rang te bereiken (zie afbeelding rechts). Om van level 1 naar 2 te gaan gaat significant sneller dan van level 25 naar 26.

##### Prestige
Wanneer de speler level 50 heeft bereikt, kan hij aan prestige doen, dit is niet verplicht en gaat niet automatisch. Prestige houdt in dat de speler weer naar level één gaat en alle tot dan toe vrijgespeelde wapens en opdrachten moeten weer worden vrijgespeeld. Naarmate er vaker aan prestige is gedaan worden verscheidene bonussen verkregen:
| Prestige | Bonus                                                                         |
| -------- | ----------------------------------------------------------------------------- |
| 1        | Prestige Leaderboard, "Prestige Team Deathmatch"-modus, Extra Create-A-Class. |
| 3        | Extra Create-A-Class.                                                         |
| 5        | Extra Create-A-Class.                                                         |
| 7        | Extra Create-A-Class.                                                         |
| 9        | Extra Create-A-Class.                                                         |
| 10       | "Prestige Hardcore"-modus.                                                    |
| 11       | 4 nieuwe blanketsel patronen.                                                 |
| 13       | 6 kleuren voor de Clan label.                                                 |
| 14       | Mogelijke gouden camouflage voor wapens.                                      |
| 15       | "Prestige Pure"-modus.                                                        |

### Zombiemodus
Net als in de vorige door Treyarch ontwikkelde Call of Duty-game, Call of Duty: World at War, is er een zombiemodus. Hierin kan de speler alleen of met maximaal vier spelers co-op spelen.

#### Uitleg
In zombiemodus vechten de spelers tegen zombies die door barrières het gebied van de spelers binnendringen en de spelers belagen door ze te slaan. De spelers zijn in het begin bewapend met alleen de M1911 en een mes. Als een speler een vijand raakt met wapens verkrijgt hij hiermee punten; doodt hij de vijand dan krijgt hij nog een aparte bonus. Met de verkregen punten is er de mogelijkheid om deuren te openen, perks te kopen, wapens van de muur te halen of om de "Mystery Box" te proberen. Hieruit komt na vijf seconden een willekeurig wapen die gedurende tien seconden kan worden opgepakt.
Een spel is verdeeld in waves (ronden) die elk een gefixeerd aantal zombies hebben. De hoeveelheid zombies wordt per ronde hoger evenals de levenspunten en snelheid van de zombies. Alhoewel er uiteindelijk meer zombies in een ronde komen kunnen er maximaal 24 zombies in de map zijn, wordt er een gedood dan komt er een nieuwe bij. In Ascension en Call of the Dead kunnen de zombies aan de kant duiken en over de grond rollen, zo is het moeilijker voor de speler om ze te doden.
Naast de normale rondes zijn er ook zogenaamde "hellhound-rondes"; hierin zijn er uitsluitend agressieve honden die de spelers proberen te bijten. Een hap van een hond richt minder schade toe dan een slag van een zombie. Als alle honden gedood zijn krijgen de spelers weer volledige munitie.
Op bijna elke map is er een stroomschakelaar te vinden. Als deze wordt aangezet komen onder andere vallen, deuren en in "Kino Der Toten" gas zombies beschikbaar. De schakelaar is meestal het verst weg van het startpunt van de spelers.
Ook zijn er op alle maps zogenaamde "Perk Machines" die de speler, na het betalen van het gevraagde punten, een perk geven. Niet alle perks die in de multiplayer beschikbaar zijn, zijn te gebruiken in de zombiemodus en vice versa. Ook zijn niet alle perks beschikbaar op elke map. De perks' namen uit de multiplayer zijn veranderd en er zijn perks speciaal gemaakt voor de zombiemodus:
- Quick Revive:

In singleplayer zorgt het ervoor dat de speler automatisch terug rechtkomt na 'down' te gaan, in multiplayer zorgt het ervoor dat hij een andere speler sneller terug kan laten rechtkomen. 
- Double Tap Root Beer:

Zorgt ervoor dat de spelers' automatische wapens sneller schieten.
- Speed Cola:

Zorgt ervoor dat de speler sneller kan herladen.
- Juggernog:

Zorgt ervoor dat de speler meer leven krijgt.
- Stamin-Up:

Zorgt ervoor dat de speler langer en sneller kan lopen. 
- PhD Flopper:

Zorgt ervoor dat de speler geen schade meer oploopt door zijn eigen explosies en er ontstaat een explosie rond hem als hij op de grond duikt.
- Deadshot Daiquiri:

Zorgt ervoor dat de speler automatisch op het hoofd van een zombie richt.
- Mule Kick:

Zorgt ervoor dat de speler drie wapens in plaats van twee kan dragen.
Hieronder is de verhoging van de levenspunten van zombies (niet hellhounds of gas zombies) te zien. De grafiek loopt van wave 1 naar wave 20:

#### Wonder wapens
Dit zijn krachtige wapens speciaal ontworpen voor de zombie modus, ze zijn enkel te verkrijgen door middel van de mystery box.
Hier staan alle wonder wapens die in het spel zitten:
- Ray Gun
- Thundergun
- Wunderwaffe DG-2
- Winter's Howl
- Monkey Bomb
- Gersch Device

- Matryoshka Dolls
- V-R11
- Scavenger
- 31-79 JGb215
- Wave Gun/Zap Gun
- Quantum Entanglement Device

#### Maps
In het spel zitten standaard 2 maps plus een zombie arcade mini game. Men kan meer maps spelen door de DLC-pakketten te kopen.
Dit zijn alle maps die in het spel zitten:

##### Standaard
- Kino der toten
- Five
- Dead Ops Arcade

##### DLC
- Ascension (First Strike DLC)
- Call Of The Dead (Escalation DLC)
- Shangri-La (Annihilation DLC)
- Moon (Rezurrection DLC)
- Nacht Der Untoten (Rezurrection DLC)
- Verruckt (Rezurrection DLC)
- Shi No Numa (Rezurrection DLC)
- Der Riese (Rezurrection DLC)

## Ontwikkeling
In mei 2009 werd bekend dat Activision op zoek was naar muziek uit de tijd van de Vietnamoorlog, waardoor speculaties ontstonden dat de nieuwe Call of Duty-game zich daar af zou spelen. Ook in mei 2009 meldde David Kim, ontwikkelaar bij Treyarch, op zijn LinkedIn profiel dat hij werkte aan Call of Duty 7. In november 2009, een paar dagen voordat Modern Warfare 2 uitkwam, maakte uitgever Activision de nieuwe game bekend via haar "earnings call". In februari 2010 ontstonden, naar aanleiding van berichten over het casten van de stemacteurs, verdere geruchten over de mogelijkheid dat het spel zich tijdens de Koude Oorlog in Zuid-Vietnam af zou spelen. Op 30 april 2010 werd Call of Duty: Black Ops officieel aangekondigd.
Black Ops maakt gebruik van een aangepaste versie van de engine die Call of Duty: World at War gebruikte. Deze engine was weer een verbeterde versie van de Call of Duty 4-engine. Deze engine biedt een beeldsnelheid van 60 beelden per seconde voor de Xbox 360 en de PlayStation. Hij biedt technieken op het gebied van texturen die grotere speelvelden mogelijk maken, vergelijkbaar met de Modern Warfare 2-engine. De belichtingseffecten zijn ook verbeterd. De game ondersteunt ook 3D voor de Xbox 360, PlayStation 3 en de pc.
Voor deze functie is wel een televisie of monitor nodig die 3D ondersteunt.
Tijdens de ontwikkeling van Black Ops was dat het enige waarmee ontwikkelaar Treyarch zich bezighield. De studio was echter wel verdeeld in verschillende teams, die zich met verschillende onderdelen van het spel bezighielden. Bij de ontwikkeling van het spel werd gebruikgemaakt van een motioncapturing-technologie die eerder gebruikt werd in de animatiefilm Avatar, waarmee volledige gezichtsanimaties konden worden vastgelegd. De studio heeft tijdens de ontwikkeling samengewerkt met voormalige special forces van beide zijden van de koude oorlog, zoals de gepensioneerde Amerikaanse majoor John Plaster en sovietsoldaat Sonny Puzikas. Alhoewel de game een historische achtergrond heeft, maakte de geheime status van veel van de missies tijdens de koude oorlog een fictief verhaal mogelijk.

## Release

### Marketing

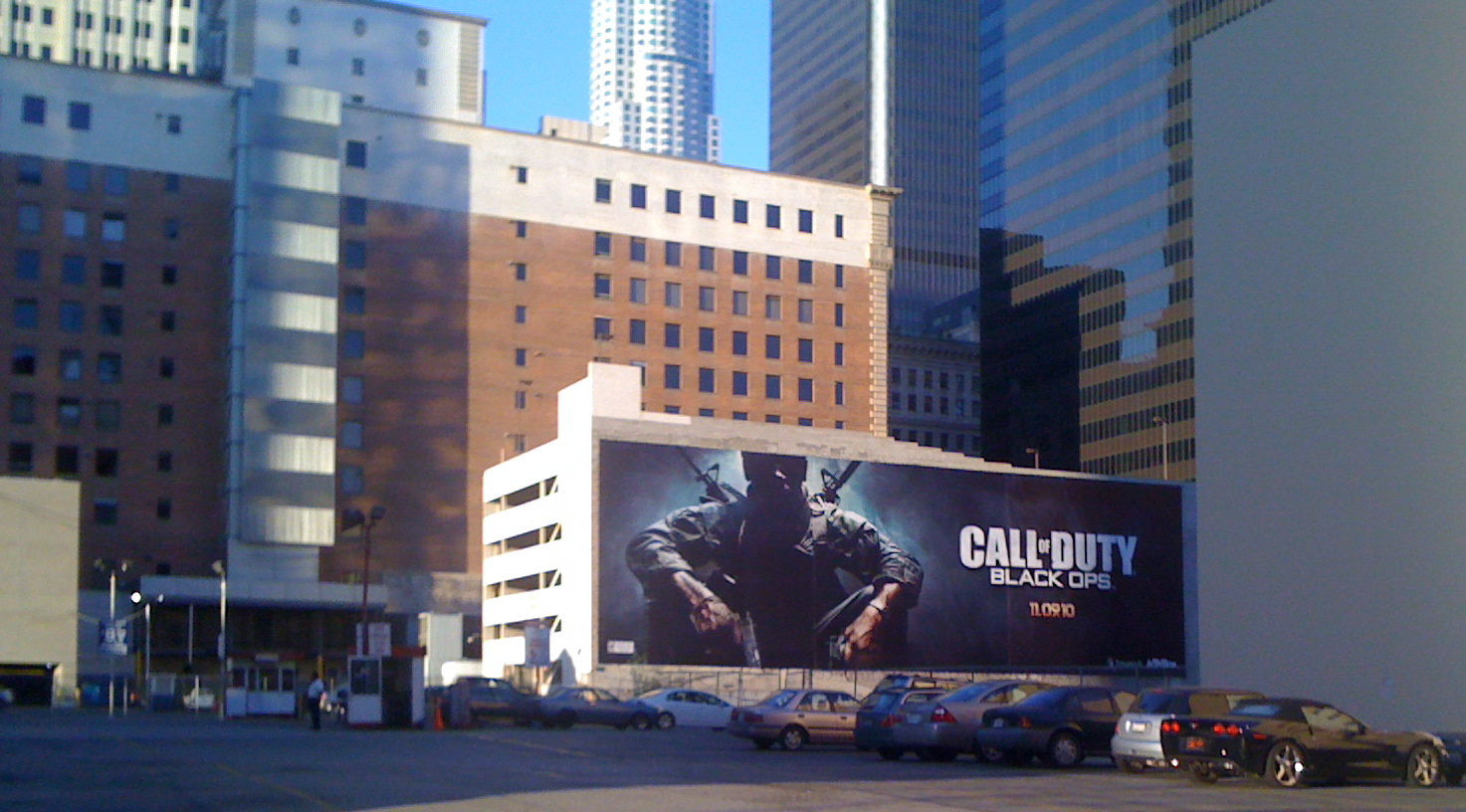
Een billboard van Call of Duty: Black Ops in Los Angeles.

Call of Duty: Black Ops werd officieel aangekondigd op 30 april 2010, toen de trailer voor het eerst online kwam te staan. Eerder in april werd er een onbeschreven envelop verstuurd naar een aantal publicaties en vooraanstaande fans, waarin zich een usb-stick met geluid en tekst bevond. Met behulp van deze tekst kon een geheime website geopend worden, waarop een geheime trailer voor de game te vinden was.
De eerste lange trailer voor het spel, werd op 18 mei 2010 getoond op de Amerikaanse sportzender ESPN, in de pauze van een belangrijke Americanfootballwedstrijd. Tijdens de E3-beurs van juni 2010 opende Mark Lamia, hoofdontwikkelaar bij Treyarch, zijn presentatie op de persconferentie van Microsoft, maker van de Xbox 360, door Black Ops te spelen. Een aangepaste versie, met een nummer van Eminem erin verwerkt, werd op 14 juni getoond tijdens de persconferentie van uitgever Activision. Op 9 augustus werd de eerste multiplayer-trailer uitgegeven, waarin verschillende nieuwe wapens, killstreaks en andere eigenschappen werden getoond.
Chrysler, fabrikant van Jeep, bracht een speciale limited edition Jeep Wrangler uit, omdat de auto voorkwam in Black Ops. In september werd er voor het eerst beeldmateriaal vrijgegeven dat hintte naar een Zombiemodus in Black Ops De lanceringstrailer werd vrijgegeven op 29 oktober, minder dan twee weken voor de lancering van de game.

### Ontvangst

#### Verkoop
Op de eerste verkoopdag gingen in de Verenigde Staten en Groot-Brittannië al 5,6 miljoen exemplaren over de toonbank wat ongeveer 360 miljoen dollar opleverde, dat is meer dan twee keer wat de film Harry Potter en de Relieken van de Dood deel 1 in het eerste weekend van uitgave opbracht. Dit record is inmiddels verbroken door zijn opvolger in de serie, Call of Duty: Modern Warfare 3, die op de dag van uitgave ongeveer 775 miljoen dollar opleverde. In augustus 2011 waren er in totaal 25 miljoen exemplaren verkocht waarmee Black Ops zijn voorloper uit november 2009, Call of Duty: Modern Warfare 2, versloeg in verkoopcijfers. Medio september waren er al 1,4 miljard potjes op Black Ops gespeeld.

#### Recensies
| GameRankings          |
| Pc: 78,19%            |
| Xbox 360: 87,60%      |
| PlayStation 3: 88,14% |
| Nintendo Wii: 81,47%  |
| Nintendo DS: 73,09%   |

Call of Duty: Black Ops is door critici over het algemeen goed beoordeeld. Op de recensieverzamelsite GameRankings heeft het spel een gemiddelde score van 88,14% voor de PlayStation 3-versie, 87,60% voor de Xbox-360-versie en 78,19% voor de pc-versie. De Nintendo Wii-versie, met minder goede graphics en zonder coop-multiplayer, kreeg desondanks een gemiddelde score van 81,74%.
De singleplayer campagne werd door velen omschreven als een verandering in de serie, aangezien het verhaal een grotere rol speelt dan voorheen. Dit werd door velen geprezen, de campaign werd omschreven als "weergaloos" en "intens". Ook de multiplayer werd positief ontvangen, waarbij met name de grote hoeveelheid nieuwe features en de diverse modi positief beoordeeld werd.
Zaken die als minder goed werden gezien, zijn de graphics van het spel en de intelligentie van de tegenstanders. Tweakers.net zei hierover: "Kent Call of Duty: Black Ops dan geen enkele valkuil? Toch wel. Het begint namelijk op te vallen dat de engine toch wel een beetje verouderd raakt."

### Downloadbare inhoud
First Strike
First Strike bevat vier multiplayer (Kowloon, Berlin Wall, Discovery en Stadium) en één zombie map (Ascension). Deze kwam op 2 februari uit voor de Xbox 360 (via Xbox Live) voor 1200 Microsoft Points. Op 3 maart kwam de map pack uit voor de PS3 (via PlayStation Network) voor 14,99 euro. Voor de pc werd op 25 maart 2011 het First Strike Content Pack uitgebracht en kost daar 13,99 euro (via Steam).
Escalation
Escalation bevat vier multiplayer maps (Zoo, Convoy, Stockpile en Hotel) en één zombie map (Call of the Dead). Escalation kwam voor de Xbox 360 op Xbox LIVE uit op 3 mei 2011 voor 1200 Microsoft Points. Op 10 juni 2011 kwam de map pack uit voor de PlayStation 3 en de pc.
Annihilation
Annihilation bevat vier multiplayer maps (Hangar 18, Drive-In, Silo en Hazard) en één zombie map (Shangri-La). De map pack kwam uit op 28 juli 2011 voor de PlayStation 3 en de pc.
Rezurrection
Rezurrection bevat vijf zombie maps (Moon, Nacht der Untoten, Verrückt, Shi No Numa en Der Riese). De maps Nacht der Untoten, Verrückt, Shi No Numa en Der Riese zijn geremasterde versies van de Zombie maps uit World at War

## Cast

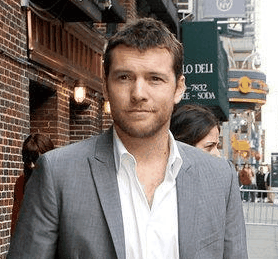
Stemacteur van Alex Mason; Sam Worthington

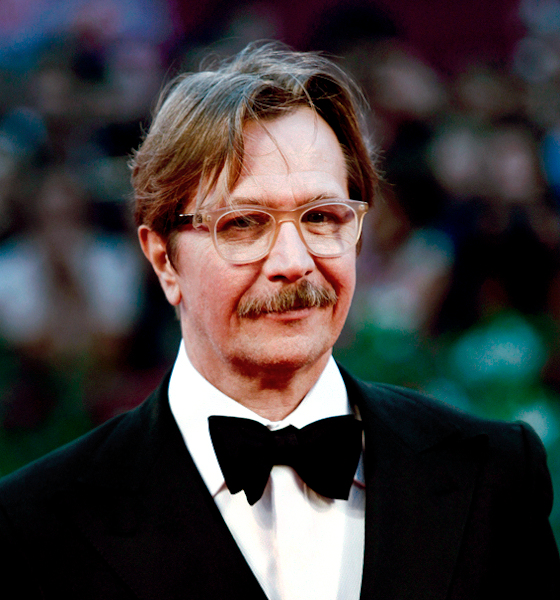
Stemacteur van Daniel Clarke en Viktor Reznov; Gary Oldman

| Personage         | Factie                 | Stemacteur                | IMDb-profiel |
| ----------------- | ---------------------- | ------------------------- | ------------ |
| MACV-SOG & CIA    |                        |                           |              |
| Alex Mason        | MACV-SOG               | Sam Worthington           |              |
| Frank Woods       | MACV-SOG               | James C. Burns            |              |
| Joseph Bowman     | MACV-SOG               | O'Shea "Ice cube" Jackson |              |
| Jason Hudson      | CIA                    | Ed Harris                 |              |
| Grigori Weaver    | CIA                    | Gene Farber               |              |
| Communisten       |                        |                           |              |
| Lev Kravchenko    | Rode Leger             | Andrew Divoff             |              |
| Nikita Dragovich  | Rode Leger             | Eamon Hunt                |              |
| Daniel Clarke     | Rode Leger             | Gary Oldman               |              |
| Anders            |                        |                           |              |
| John F. Kennedy   | President              | Jim Meskimen              |              |
| Robert McNamara   | Minister van Defensie  | Robert Picardo            |              |
| Viktor Reznov     | Verzet                 | Gary Oldman               |              |
| Friedrich Steiner | Waffen-SS              | Mark Bramhall             |              |
| Zombie modus      |                        |                           |              |
| Edward Richtofen  | Group 935              | Nolan North               |              |
| Tank Dempsey      | US Marine Corps        | Steven Blum               |              |
| Takeo Masaki      | Imperial Japanese Army | Tom Kane                  |              |
| Nikolai Belinski  | Rode Leger             | Fred Tatasciore           |              |